# Hamer en Bouwershofje
Het Hamer en Bouwershofje is een gebouw aan de Marnixstraat 281 te Amsterdam-Centrum. Aangezien voor- en achterzijde gelijk zijn, kan men het gebouw ook benaderen vanuit Westerkade 21 aan de Lijnbaansgracht.

## Geschiedenis
De naam verwijst naar 
- Hamer: vernoemd naar De Hamer; een zeepziederij van heer Willem Beijnsdorp/Bynsdorp, die een aantal huisjes in bezit had aan de Herengracht (huisnummer s 373-387 ter hoogte van de Wijde Heisteeg); de kade van de Herengracht werd eind 19e verhoogd waardoor de huisjes een soort souterrainachtig uiterlijk hadden; ze werden de verdriethuisjes genoemd;
- Bouwer(s): vernoemd naar Marretje Arend Bouwers-dochter, vrouw van Syvert P. Sem, die in 1634 vier gebouwtjes aan de Wijdesteeg na liet voor het onderbrengen van behoeftige vrouwspersonen; het behoorde tot de Roomsch-Catholieke Oude Armenkantoor (in 2017 Stichting R.C.O.A.K.).

In 1877 was er dus het Hamer en Bouwershofje, waarbij beide hofjes werden samengevoegd. Er hoefde echter in de oudbouw weinig tot geen huur betaald te worden, dus een wil tot verhuizen naar de nieuwbouw was er niet. Omdat de gemeente geen nieuwe bewoning op de oude adressen toestond, werden de levensomstandigheden van de resterende bewoners steeds minder zodat er uiteindelijk van een min of meer gedwongen verhuizing sprake was. Het ontwerp voor het Hamer en Bouwershofje was afkomstig van architect J.H. Coelewij. Hij liet een gebouw neerzetten in de eclectische stijl met neptrapgevels.
Het gebouw dat vrijwel geheel symmetrisch is heeft twee gevelstenen. Een bevat de naam van het hofje. De ander, afkomstig uit het Bouwershofje en in 1885 hier geplaatst (toen de laatste bewoners van de oudbouw naar hier verhuisden), is een soort schild met zwanen (staande voor Syvert P. Sem; SPS) en bladeren (staande voor Maria Bouwers, MAB). Het gebouw was ingericht voor een conciërge en 24 dames (weduwen of ongetrouwde vrouwen van 50 jaar of ouder); 24 eenkamerwoningen met kleine kookgelegenheid, alle te bereiken middels een centraal gelegen gang. Hier waren vanaf 1925 voor langere tijd leden van de rooms-katholieke congregatie de Vrouwen van Bethanië gehuisvest. Rond 1974 was er gebrek aan belangstelling voor dit soort woninkjes en werd een nieuwe bestemming gezocht. Het deed enige tijd dienst als huisvesting van jongeren. Later nam het Okura Hotel het gebouw over om hun personeel in onder te brengen.

## Afbeeldingen

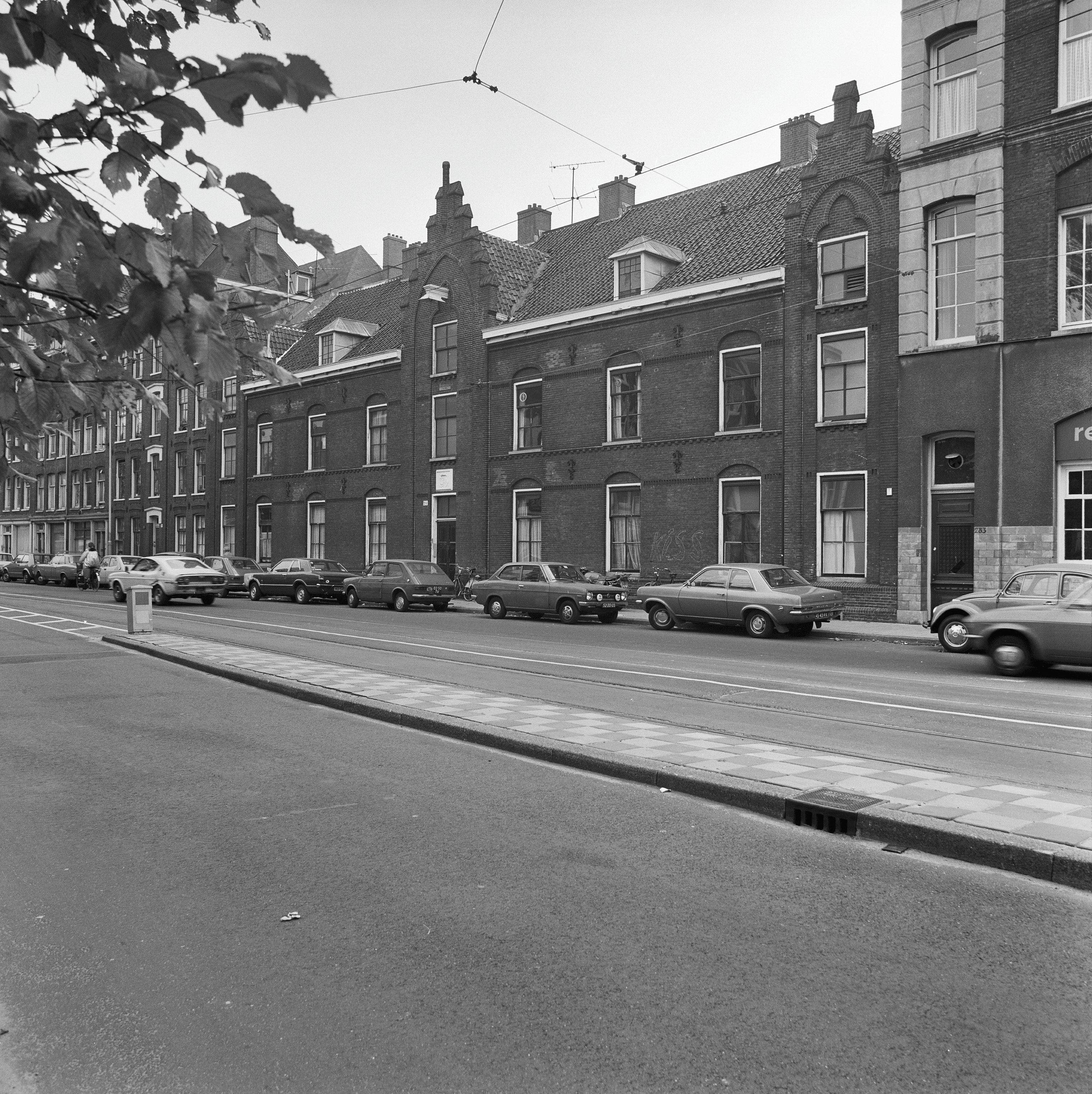
Het hofje (1979)
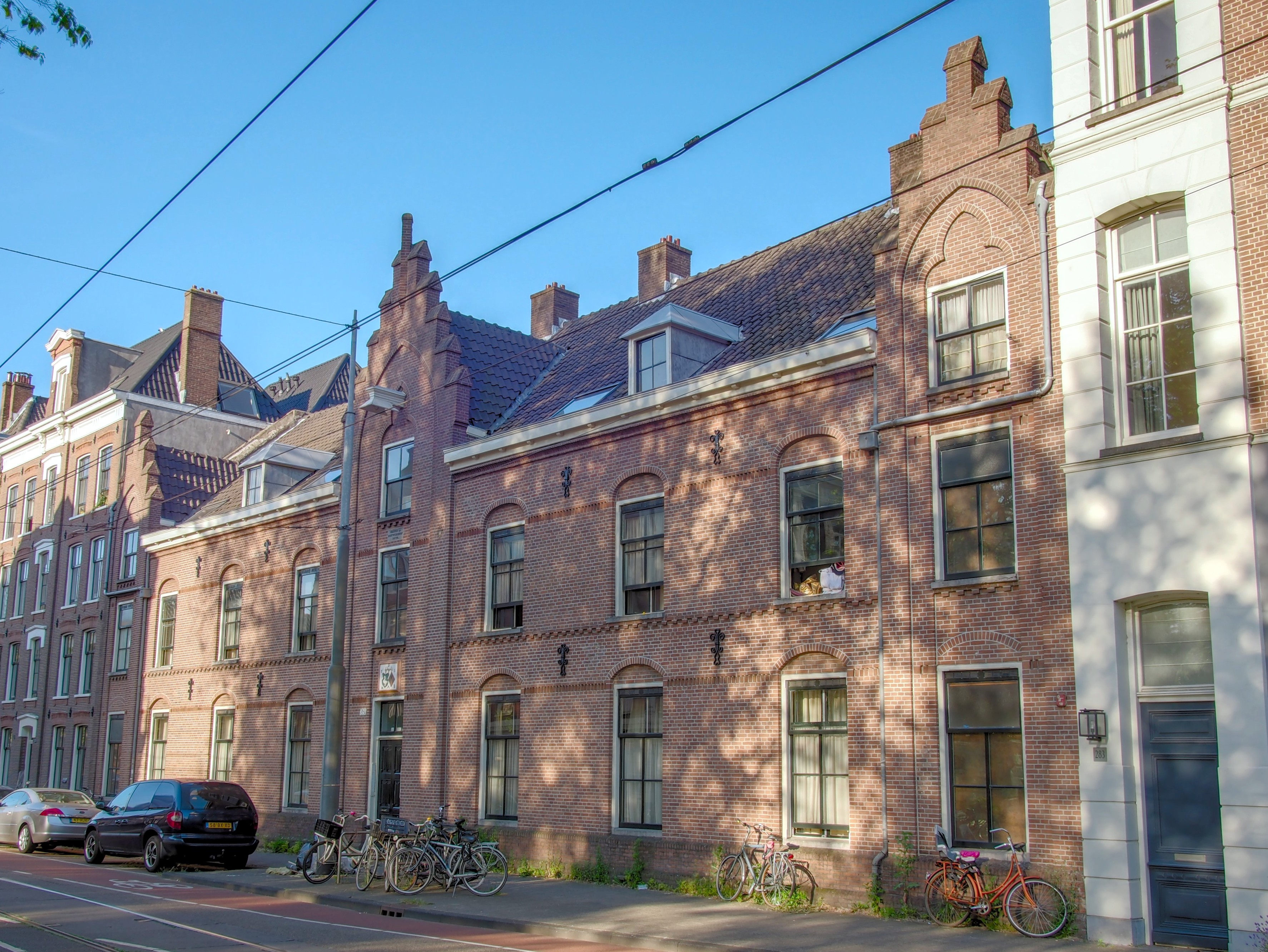
Het hofje (2017)
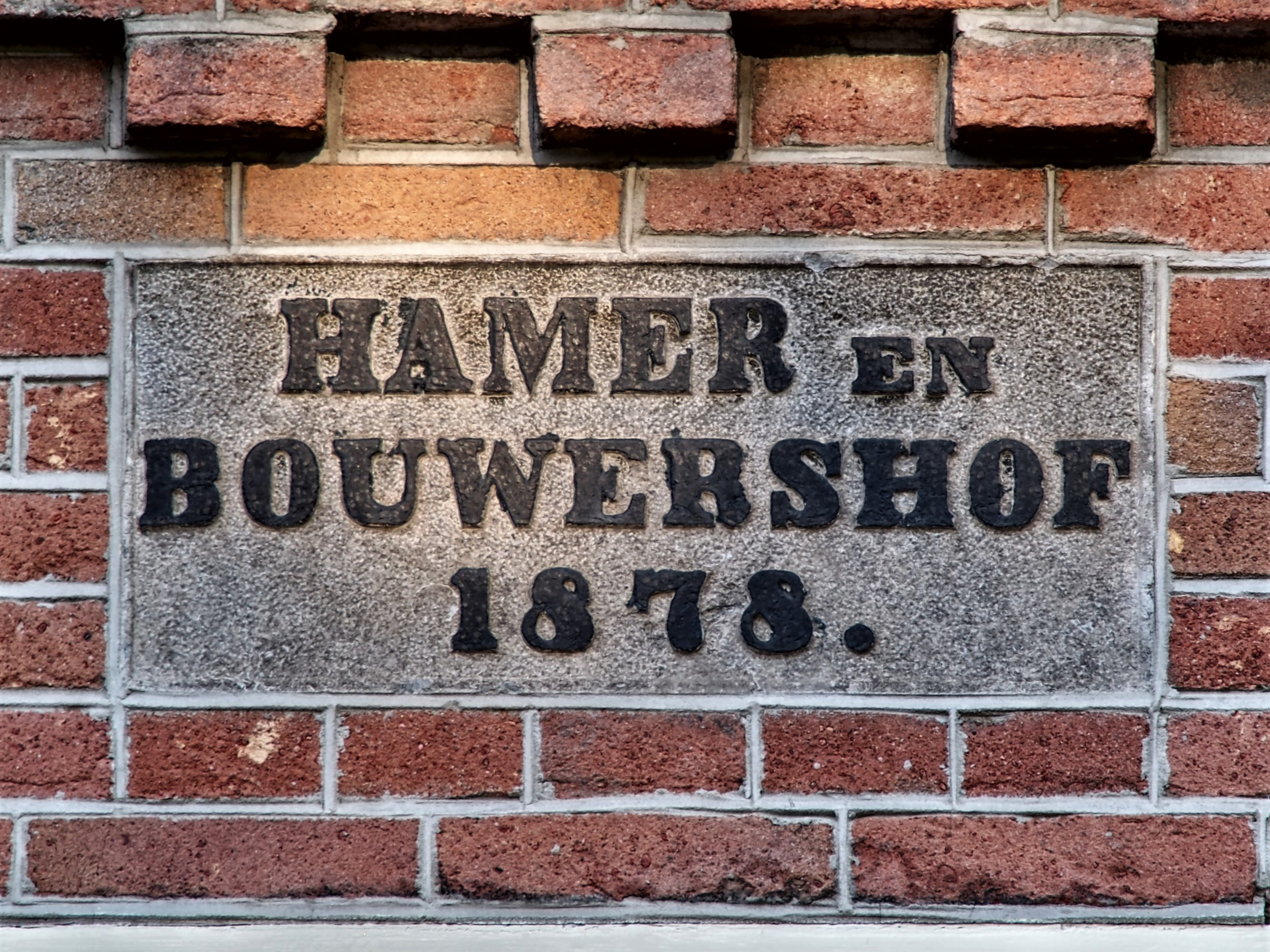
Naamplaat (2017)
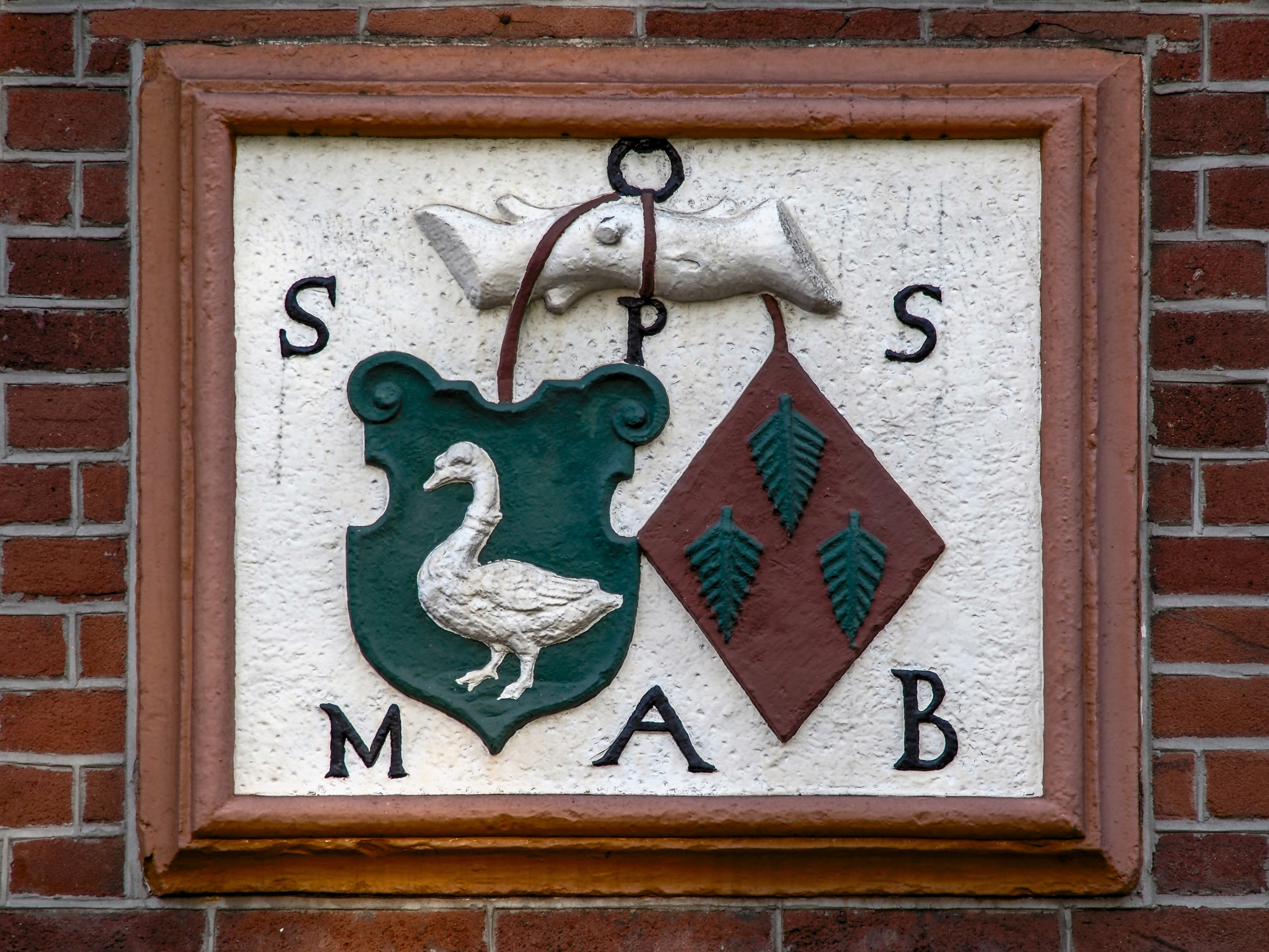
Het schild (2017)